# Mycomicrothelia
Mycomicrothelia Keissl. (ogrzybka) – rodzaj grzybów z rodziny Trypetheliaceae.

## Systematyka i nazewnictwo
Pozycja w klasyfikacji według Index Fungorum: Trypetheliaceae, Trypetheliales, Incertae sedis, Dothideomycetes, Pezizomycotina, Ascomycota, Fungi.
Nazwa polska według W. Fałtynowicza.

## Gatunki występujące w Polsce
- Mycomicrothelia confusa D. Hawksw. 1985 – ogrzybka spłoszona
- Mycomicrothelia macularis (Hampe ex A. Massal.) Keissl. 1936 – ogrzybka plamkowata, osutniczka plamkowata
- Mycomicrothelia wallrothii (Hepp) D. Hawksw. 1980 – ogrzybka Wallrotha, osutniczka Wallrotha

Nazwy naukowe na podstawie Index Fungorum.  Nazwy polskie według W. Fałtynowicza.